# Port lotniczy Santiago de Chile
Port lotniczy Santiago de Chile – międzynarodowy port lotniczy położony w pobliżu Santiago. Jest największym portem lotniczym w Chile. W 2009 obsłużył 9 024 611 pasażerów.

## Linie lotnicze i połączenia

### Terminal międzynarodowy
| Linia lotnicza                | Kierunek |
| ----------------------------- | --- |
| Aerolíneas Argentinas         | 1. Buenos Aires |
| Aeroméxico                    | 1. Meksyk |
| Air Canada                    | 1. Buenos Aires 2. Toronto |
| Air France                    | 1. Buenos Aires 2. Paryż - Charles de Gaulle |
| American Airlines             | 1. Dallas 2. Miami |
| Avianca                       | 1. Bogota |
| Copa Airlines                 | 1. Panama |
| Cubana de Aviación            | 1. Hawana |
| Delta Air Lines               | 1. Atlanta |
| Gol Transportes Aéreos        | 1. Buenos Aires 2. Lima 3. Porto Alegre 4. São Paulo-Guarulhos 5. San Salvador |
| Iberia                        | 1. Madryt |
| LAN Airlines                  | 1. Auckland 2. Bogota 3. Buenos Aires 4. Córdoba 5. Mendoza 6. Meksyk 7. Cancún 8. Caracas 9. Frankfurt 10. Quito 11. Guayaquil 12. Hawana 13. La Paz 14. Santa Cruz de la Sierra 15. Lima 16. Nowy Jork JFK 17. Los Angeles 18. Miami 19. Madryt 20. Puerto del Rosario 21. Montevideo 22. Pepeete 23. Punta Cana 24. Rio de Janeiro-Galeão 25. São Paulo-Guarulhos 26. Sydney |
| LAN Airlines Argentina        | 1. Buenos Aires |
| LAN Airlines Ecuador          | 1. Quito 2. Guayaquil |
| LAN Airlines Perú             | 1. Lima |
| Lan Airlines Express          | 1. Rio de Janeiro-Galeão 2. São Paulo-Guarulhos 3. San Carlos de Bariloche |
| PLUNA                         | 1. Montevideo |
| Qantas                        | 1. Sydney |
| Swiss International Air Lines | 1. São Paulo Guarulhos 2. Zurich |
| TACA Airlines/Lacsa           | 1. Lima 2. San José |
| TAM Linhas Aéreas             | 1. Rio de Janeiro Galeão 2. São Paulo Guarulhos |
| TAM Mercosur                  | 1. Asunción |
| Virig                         | 1. São Paulo Guarulhos 2. Rio de Janeiro Galeão |

### Terminal krajowy
- Aerolíneas del Sur (Iquique, Antofagasta, Calama, Puerto Montt, Punta Arenas)
- LAN Airlines (Antofagasta, Balmaceda, El Salvador (Chile), Hanga Roa, Iquique, Puerto Montt, Punta Arenas, Temuco)
  - LANExpress (Antofagasta, Arica, Balmaceda, Calama, Concepción, Copiapo, El Salvador (Chile), Iquique, La Serena, Osorno, Pucón, Puerto Montt, Punta Arenas, Valdivia)
- Sky Airline (Antofagasta, Arica, Balmaceda, Calama, Concepción, Iquique, Pucon, Puerto Montt, Punta Arenas, Temuco)